# Phnom Krom
Le Phnom Krom (Phnom: la montagne Krom : en aval) est un temple hindouiste aurait été construit soit sous le règne de Yaśovarman I  (889-910) ou sous le règne de Yaśovarman II sur une colline naturelle d'une altitude de 140m au sud-ouest du site d'Angkor au Cambodge. 
Yaśovarman I est connu pour notamment avoir transporté la Capitale de Hariharalaya à Yashodharapura qui restera la Capitale pendant 600 ans .
Dans son désir de restaurer l'unité du royaume, Yaśovarman II décida de fixer l'habitat de sa population dans la zone nord du Tonlé Sap dans la perspective de se rapprocher de l'imaginaire du mythique Mont-Méru .
Le Phnom Krom a été dégagé en 1938 par l'équipe du conservateur Maurice Glaize.

## Situation
Prasat Phnom Krom est à 12 km au Sud-ouest de Siem Reap. 
Prasât Phnom Dei construit sur la colline de Phnom Dei également par Yaśovarman I  est à environ 28km au nord-est de Phnom Krom.
La colline de Phnom Krom est très rocailleuse.
La montée jusqu'au Phnom Krom offre une superbe vue sur le Tonlé Sap au sud.

## Description
Ce temple de petite dimension est construit dans le style du Bakheng, enclos dans une enceinte carrée de 50 m de côté dont seuls les murs en latérite subsistent. Les pavillons d'entrée (gopura) ont disparu.
La plupart des aménagements intérieurs sont en mauvais état et les décorations en grès friable ont très mal résisté au temps. 
Trois tours-sanctuaires (prasat) honorent la Trimūrti : Śiva (au centre), Viṣṇu (au Nord) et Brahmā (au Sud).

## Chemin de fer
Phnom Krom se situe à l'extrémité sud du chemin de fer de Phnom Krom, un chemin de fer colonial français à voie étroite probablement construit pour transporter la pierre des carrières de Phnom Krom à Siem Reap, aujourd'hui disparues .